# 独神
独神（ひとりがみ）とは、日本神話において夫婦の組としてでなく単独で成った神のこと。
これに対して、男女一対の神を「双神」（ならびかみ）ということもある。
類似のものに、「倶（とも）に生（なりい）づる神」と「偶（たぐ）ひ生（な）る神」の区別がある。

## 独神の一覧
別天神
- アメノミナカヌシ(造化三神)
- タカミムスビ(造化三神)
- カミムスビ(造化三神)
- ウマシアシカビヒコヂ
- アメノトコタチ

神代七代の独神
- クニノトコタチ
- トヨクモノ